# Danh sách tập phim One ~Kagayaku Kisetsu e~

Bìa hộp DVD ONE ~Kagayaku Kisetsu e~ gồm tất cả bốn tập do JSDSS phát hành.

Anime ONE ~Kagayaku Kisetsu e~ gồm hai bộ OVA được sản xuất bởi hai hãng phim khác nhau, dựa theo visual novel ONE ~Kagayaku Kisetsu e~ do công ty phần mềm Nhật Bản Tactics phát triển, nhưng có kịch bản và thiết lập khác nhau. Cốt truyện trong bộ phim đầu tiên theo chân một nhóm nữ sinh trung học từng quen biết một thiếu niên tên Orihara Kōhei, người mà sau cùng đã tan biến khỏi cuộc đời của những cô gái này. Sau khi Kōhei ra đi, hầu hết mọi người đều quên hẳn sự tồn tại của anh, nhưng người bạn thanh mai trúc mã Nagamori Mizuka đã hứa sẽ luôn nhớ đến anh. Cốt truyện trong bộ phim thứ hai xoay quanh Orihara Kōhei, một nam sinh trung học, và mối quan hệ mà anh tạo ra với ba nữ sinh học cùng trường trong một thời gian. Tuy nhiên sau khi đã kết thân với họ, Kōhei nhận ra những cô bạn ấy đang dần quên anh đi.
Sê-ri anime đầu tiên có cùng nhan đề với visual novel nguyên tác, do hãng phim KSS thực hiện, kịch bản và đạo diễn bởi Morino Yōsei, với các nhân vật do Satō Jun thiết kế dựa trên nguyên mẫu của họa sĩ Hinoue Itaru. Bốn tập phim đã được sản xuất và phát hành riêng trong từng đĩa DVD vùng 2 cũng như băng hình VHS từ ngày 10 tháng 8 năm 2001 đến 24 tháng 5 năm 2002. JSDSS đã tái phát hành phim trong hộp DVD một đĩa vào ngày 29 tháng 2 năm 2008. Phim cũng được cấp phép phát hành tại thị trường Đài Loan bởi Muse Communication.
Chuyển thể anime thứ hai là ONE ~Kagayaku Kisetsu e~ True Stories do hai hãng phim Arms và Cherry Lips phối hợp sản xuất, đồng thời do Fukumoto Kan làm đạo diễn với phần kịch bản do Ōishi Tetsuya chắp bút và sử dụng các thiết kế nhân vật của Satō Jun, cũng dựa trên nguyên mẫu của Hinoue. Phim dài 3 tập và được phát hành thành từng đĩa DVD vùng 2 và băng VHS từ ngày 21 tháng 11 năm 2003 đến 28 tháng 5 năm 2004 bởi Cherry Lips và Taki Corporation. Không như bộ phim đầu tiên, ONE ~Kagayaku Kisetsu e~ True Stories chỉ dành cho người lớn. Ba tập phim của anime này đều đã được Media Blasters mua bản quyền thông qua thương hiệu Kitty Media và phát hành tại Bắc Mỹ trong hộp DVD một đĩa vào ngày 16 tháng 8 năm 2005.
Bộ anime thứ nhất dùng năm nhạc phẩm chủ đề, còn anime thứ hai dùng ba nhạc phẩm. Bài hát mở đầu trong sê-ri thứ nhất là "Eternity ~Kono Hajimari ni Owari wa nai~" (～この始まりに終わりはない～) do ca sĩ Millio trình bày; ca khúc kết thúc tập phim đầu tiên là "Rose" của Yoshida Sayuri; ca khúc kết thúc tập phim thứ hai là "Impurity" của Terada Haruhi; ca khúc kết thúc tập phim thứ ba là "Kaze no Mieru Hi" (風の見える日) của Toyoshima Machiko; và ca khúc kết thúc tập phim thứ tư là "Kono Mama ga Ii yo" (このままがいいよ) của Kawasumi Ayako. Nhạc phẩm mở đầu sê-ri thứ hai là "Kagayaku Kisetsu e" (輝く季節へ); ca khúc kết thúc của hai tập phim đầu tiên là "Shōsetsu" (小説) và của tập phim cuối cùng là "The Gentle Magic"; cả ba nhạc phẩm đều được ca sĩ Sakamoto Rei thể hiện.
Tất cả nhạc phẩm, gồm những ca khúc chủ đề và nhạc nền, của bộ anime thứ nhất đều do cố nhạc sĩ-ca sĩ Okazaki Ritsuko sáng tác, và được KSS phát hành đĩa soundtrack nguyên bản dưới tựa ONE ~Kagayaku Kisetsu e~ Music from the Animation (còn được gọi là ONE ~Kagayaku Kisetsu e~ Vocal Mini album) vào ngày 10 tháng 8 năm 2001, mang số catalog KSCA-29139. Trong khi đó bộ anime thứ hai sử dụng lại nhiều nhạc phẩm nền của visual novel nguyên tác, do ChamberRecords/HOBiRECORDS phát hành soundtrack nguyên bản vào ngày 21 tháng 11 năm 2003, mang số catalog HBMS-005.

## ONE ~Kagayaku Kisetsu e~
| |                                                                                       |                      |  |  |
| 01 | "Ame no Shō Akane/Shiiko" (雨の章 茜·詩子 / tạm dịch: "Chương Mưa Akane/Shiiko")      | 10 tháng 8 năm 2001  |  |  |
| Một ngày nọ khi Satomura Akane đang trên đường đi học về cùng với người bạn thân Shiiko, cô bắt gặp một thiếu niên dường như từng quen biết, nhưng không kể lại với Shiiko. Một lần khác ở trường, Akane lại nhìn thấy anh ta trong phòng piano, nhưng khi cô vừa bước vào đó thì người thiếu niên đã như tan biến vào cõi hư không. Một lần khác nữa khi đang đứng đợi ở bãi đất trống giữa cơn mưa, người thiếu niên kia lại xuất hiện và hỏi Akane đang chờ ai, nhưng cô quay lưng bỏ đi mà không đáp lại một lời nào. Sau một vài lần chạm mặt nữa, cuối cùng Akane đã hoàn toàn quên đi sự tồn tại của anh ta. |                                                                                       |                      |  |  |
| 02 | "Kaze no Shō Rumi/Mizuka" (風の章 留美·瑞佳 / tạm dịch: "Chương Gió Rumi/Mizuka")     | 22 tháng 11 năm 2001 |  |  |
| Một ngày nọ, Nanase Rumi cảm thấy đầu óc mình rất hỗn loạn, khiến cho người bạn cùng lớp Nagamori Mizuka hỏi cô ấy bị làm sao. Tuy nhiên Rumi đáp lại là không có gì. Lúc đang đi trên đường từ trường về nhà, Rumi nhớ lại lần đầu tiên cô gặp Mizuka khi vừa chuyển từ thị trấn khác đến hồi năm ngoái, rồi khiến cô đột nhiên hồi tưởng về một vài chuyện xảy ra sau đó, đều liên quan tới Orihara Kōhei. Có một lần Rumi và Kōhei cùng góp mặt trong lễ hội mùa hè, và trước lúc kim đồng hồ bước sang ngày mới, Kōhei biến mất giữa màn đêm khi một trận gió mạnh thổi qua. Ngay sau đó, Rumi đi dự lễ hội cùng với Mizuka và diễn biến cho thấy cô đã hoàn toàn quên đi sự tồn tại của Kōhei.                                               |                                                                                       |                      |  |  |
| 03 | "Yuki no Shō Misaki/Mio" (雪の章 みさき·澪 / tạm dịch: "Chương Tuyết Misaki/Mio")     | 22 tháng 2 năm 2002  |  |  |
| Sau giờ học, Mio lên tầng thượng của trường và vẽ một cái gì đó vào quyển vở nháp. Misaki cũng lên tầng thượng và ngắm nhìn phía hoàng hôn mặc dù cô không thấy gì cả do bị khiếm thị. Mio bị câm nên đã thử trò chuyện với Misaki bằng cách viết chữ vào vở, nhưng vì không thể thấy được gì nên Misaki đành phải trông cậy cách chạm vào đôi môi đang cố mấp mấy từng từ một của Mio. Kōhei, người mà Mio gặp hồi còn nhỏ, một ngày nọ đã quay về, rồi cùng Mio dạo chơi. Cùng thời điểm đó, Misaki gặp Kōhei rồi họ cũng chơi đùa bên nhau. Một ngày khác khi trời đổ tuyết, lúc Mio và Kōhei đang sóng bước thì anh đột nhiên tan biến, để lại cô ngơ ngác nhìn xung quanh. Năm đó trôi qua và Mio đã hoàn toàn quên đi sự tồn tại của Kōhei. |                                                                                       |                      |  |  |
| 04 | "Sakura no Shō Mizuka/Mayu" (桜の章 瑞佳·繭 / tạm dịch: "Chương Anh Đào Mizuka/Mayu") | 24 tháng 5 năm 2002  |  |  |
| Khi đang trên đường đi học về, Mizuka bắt gặp một cô bé mặc đồng phục cùng trường ngồi khóc dưới gốc cây anh đào; cô lại gần và hỏi cô bé bị làm sao vậy. Mizuka biết được tên cô bé là Mayu, khóc vì chú chồn sương yêu dấu Myū đã chết làm cô rất đau lòng. Sau đó, Kōhei bước qua những nơi còn lại trong thị trấn gần khu rừng và hồ nước, rồi vụt ngang bốn cô gái đã quên đi sự tồn tại của anh. Liền đó, Mizuka nhớ lại những kỷ niệm giữa cô và Kōhei cũng như lời hứa rằng anh ấy sẽ trở về. Sau cùng, Kōhei lại về bên Mizuka như anh đã hứa. |                                                                                       |                      |  |  |

## ONE ~Kagayaku Kisetsu e~ True Stories
| |  |                      |  |  |
| 01 |  | 21 tháng 11 năm 2003 |  |  |
| Một ngày nọ ở trường, Orihara Kōhei muốn trốn trực nhật nên đã chạy lên tầng thượng và đập vào mắt anh là cô gái mù học trên anh một lớp tên Kawana Misaki. Ít lâu sau, mùa Giáng Sinh đến, Kōhei thử mời Misaki tham gia một bữa tiệc Giáng Sinh mà anh định góp mặt, nhưng Misaki ngay lập tức nói rằng cô đã có kế hoạch riêng. Sau đó Kōhei phát hiện ra Misaki nói dối bởi cô ấy cảm thấy sợ. Vì Misaki xem trường học là nơi hạnh phúc nhất đối với mình, Kōhei và Misaki đã trải qua một đêm bên nhau trong trường; họ cũng làm tình với nhau. Một ngày khác, Kōhei nhận thấy Misaki đã không còn nhớ gì về anh. |  |                      |  |  |
| 02 |  | 27 tháng 2 năm 2004  |  |  |
| Một ngày trời mưa, Kōhei một lần nữa dừng lại trò chuyện với Satomura Akane ở bãi đất trống, nơi mà cô ấy lúc nào cũng đứng đợi trong đơn độc. Anh biết rằng Akane đang chờ người bạn thanh mai trúc mã đã biến mất thời gian trước của cô quay trở về. Kōhei cứ liên tục tìm cách bắt chuyện với Akane, nhưng trước sau như một Akane luôn lảng tránh anh. Một ngày khác, Kōhei an ủi Akane ở bãi đất trống khi cô bỗng nhiên suy sụp. Anh dẫn cô về nhà mình để cô có không gian yên tĩnh và bình tâm lại. Sau đó ở trường, Kōhei ngỏ ý muốn hẹn hò với Akane, nhưng cô ấy từ chối. Kōhei vẫn đứng đợi Akane ở công viên, và mặc dù đã rất muộn nhưng cuối cùng cô cũng xuất hiện. Sau hôm đó, Kōhei và Akane quay lại nhà anh ta một lần nữa và cả hai đã quan hệ tình dục. Một ngày khác, Kōhei phát hiện ra Akane đã không còn nhớ gì về anh, giống như Misaki.                                                                             |  |                      |  |  |
| 03 |  | 28 tháng 5 năm 2004  |  |  |
| Một buổi sáng nọ, sau khi vô cùng sửng sốt vì phát hiện ra người bạn từ thời thơ ấu Nagamori Mizuka ngủ dưới gầm giường phòng mình, Kōhei muốn hẹn hò với Mizuka và cô ấy chấp thuận; họ đã trải qua một ngày rất vui vẻ bên nhau. Vào tuần sau, Kōhei mời Mizuka đi chơi một lần nữa và cô cũng đồng ý, nhưng anh cứ đứng đợi mãi ở công viên mà Mizuka vẫn không đến. Trời đột ngột đổ mưa, Kōhei ngất xỉu và tỉnh dậy ở phòng mình với Mizuka ngồi bên cạnh. Họ trao đổi với nhau vài chuyện rồi cùng nhau làm tình. Sáng hôm sau, Kōhei phát hiện Mizuka đã quên hẳn những chuyện tối hôm qua và hiểu rằng sẽ không lâu nữa cô ấy cũng không còn nhớ gì về anh. Nhưng cuối cùng, Mizuka vẫn không quên Kōhei dù anh đã tan biến ngay trước mắt cô. Cô cố gắng quay lại cuộc sống bình thường của mình, nhưng luôn giữ chặt hy vọng rằng một ngày nào đó anh ấy sẽ trở về. Sau cùng, Kōhei thoát khỏi Thế giới Vĩnh cửu và lại về bên Mizuka. |  |                      |  |  |